# Olasz Vöröskereszt
Az Olasz Vöröskereszt (olaszul: Croce Rosse Italiana vagy CRI ) az olasz nemzeti Vöröskereszt közössége, melynek az elődje az 1864. június 15-én Milánóban jött létre: Comitato dell'Associazione Italiana per il soccorso ai feriti ed ai malati in guerra. További közösségek később jöttek létre. Az Olasz Vöröskereszt az egyik alapító tagja volt 1919-ben a Nemzetközi Vöröskeresztnek.

## Az Olasz Vöröskereszt története

### Korai története
Az Amerikai Vöröskereszt sokáig aktív volt Olaszországban és együttműködött az Olasz Vöröskereszttel. Ernest Hemingway az Amerikai Vöröskeresztnek dolgozott Olaszországban 1918-ban. Az Amerikai Vöröskeresztnek máig van irodája Nápolyban.

### Vöröskereszt Kórház és a koreai háború
A koreai háború alatt, az Olasz Vöröskereszt 68-as Harctéri Kórháza (Ospedale da campo CRI n. 68) Korea segítségére lett küldve, hogy segítsen az ott lévő humanitárius katasztrófán, annak ellenére, hogy abban az időben Olaszország még nem volt tagja az ENSZ-nek. A kórház 1951 novemberében érkezett meg Koreába és egészségügyi ellátást biztosított a sebesült civileknek, valamint a katonáknak függetlenül attól, hogy melyik oldalon álltak. Egészen 1955 januárjáig maradtak Koreában.

## Jelenlegi működése
Az Olasz Vöröskereszt jelenleg szupra-nacionális jótékonysági szervezetként működik, az olasz köztársasági elnök felügyelete alatt. Az Olasz Vörös kereszt jelenleg a Vöröskereszt és a Vörös Félhold szervezeteinek Nemzetközi Szövetségének a tagja. 2005. december 11-én megválasztották dr. Massimo Barrát az Olasz Vöröskereszt elnökévé, és egészen 2008. október 30-ig töltötte be a pozíciót. Később az olasz kormány Francesco Roccát jelölte ki a pozícióra, végül pedig 2013-ban a szervezet nemzeti gyűlésén választották az Olasz Vöröskereszt új elnökévé.
Az Olasz Vöröskereszt járművein speciális rendszámtábla van.

## 7 alapelv
A 7 alapelv rögzíti az Olasz Vöröskereszt, a Vöröskereszt és a Vörös Félhold szervezeteinek Nemzetközi Szövetségének az elveit
Emberiesség: «Vöröskereszt és a Vörös Félhold szervezeteinek Nemzetközi Szövetsége azért jött létre, hogy segítséget nyújtson a harctéri sebesülteknek a nemzeti és nemzetközi képességének megfelelően, és enyhítsen az emberi szenvedésén, akárhol is legyen az. Célja az emberi élet és egészség megóvása, és az emberi lét tiszteletének biztosítása.»
Pártatlanság: «Nem diszkriminál nemzetek, fajok, vallások, osztályok és politikai irányultságok között. Igyekszik enyhíteni az emberek szenvedésein, és prioritásként kezelni a leginkább rászoruló ügyeket.»
Semlegesség: «Annak érdekében, hogy mindenkinek elnyerje a bizalmát, a Mozgalom nem foglal állást ellenségeskedések esetén, valamint politikai, faji, vallási és ideológiai vitákban.»
Függetlenség: «A Mozgalom független. A Nemzeti Közösségek mindig meg kell tartani az autonómiájukat miközben támogatják a kormányuknak a humanitárius tevékenységeit a saját független országuknak a jogrendszere szerint, azért, hogy mindig a Mozgalom alapelveinek megfelelően tudjon cselekedni.»
Önkéntes Szolgálat: «Ez egy önkéntes segélyezési mozgalom, és semmilyen haszonszerzési cél nem vezéreli.»
Egység: «Csak egyetlen egy Vöröskereszt és Vörös Félhold szervezet lehet, minden országban. Mindenki számára elérhető kell, hogy legyen. A humanitárius munkáját, az egész országra kiterjedően folytatnia kell.»
Egyetemesség: « A Vöröskereszt és a Vörös Félhold szervezeteinek Nemzetközi Szövetségében világszerte, az összes közösségnek egyenlő státusza van, ugyanannyi felelősség és kötelezettség terheli őket az egymásnak való segítésben.»

## Tevékenységek
Az Olasz Vöröskereszt jelenleg a Stratégia 2020-ban megfogalmazott célokat hajtja végre, melyben a támogatására van a Vöröskereszt és a Vörös Félhold szervezeteinek Nemzetközi Szövetsége. Ez a projekt 6 fő célt tűz ki, mely a közösség hiányosságainak, valamint a szükségleteinek az elemzésén alapul. A projektet ebben az évtizedben kell végrehajtani. Az említett 6 stratégiai célkitűzés:
1. Az emberi élet és egészség védelme
2. Előmozdítani a támogatást és a társadalom részvételét
3. A közösség felkészítése a katasztrófákra és vészhelyzetekre való reagálásra
4. A nemzetközi emberi jog, az Irányelvek, és a humanitárius értékek terjesztése
5. Elősegíteni a fiatalok fejlődését, valamint az aktív állampolgárságnak a kultúráját
6. Feltűnő és hatékony struktúrával működjön, értékelve az önkéntesek munkáját

## Komponensek
A 2012-es reformok óta az Olasz Vöröskereszt a következő részekből épül fel:
- Corpo Militare (Ausiliario delle Forze Armate) - Katonai Testület (fegyveres erők segítségére)
- Corpo delle Infermiere Volontarie (Ausiliarie delle Forze Armate) - Önkéntes Nővérek (fegyveres erők segítségére)
- Volontari della Croce Rossa Italiana (Componente Civile) - Az Olasz Vöröskereszt önkéntesei (civilek)